# Farewell and Chorley
Farewell and Chorley est une paroisse civile du Staffordshire, en Angleterre.